# Finito de Córdoba
Juan Serrano Pineda, més conegut per Finito de Còrdova (Sabadell, 6 d'octubre de 1971), és un torero espanyol.

## Biografia

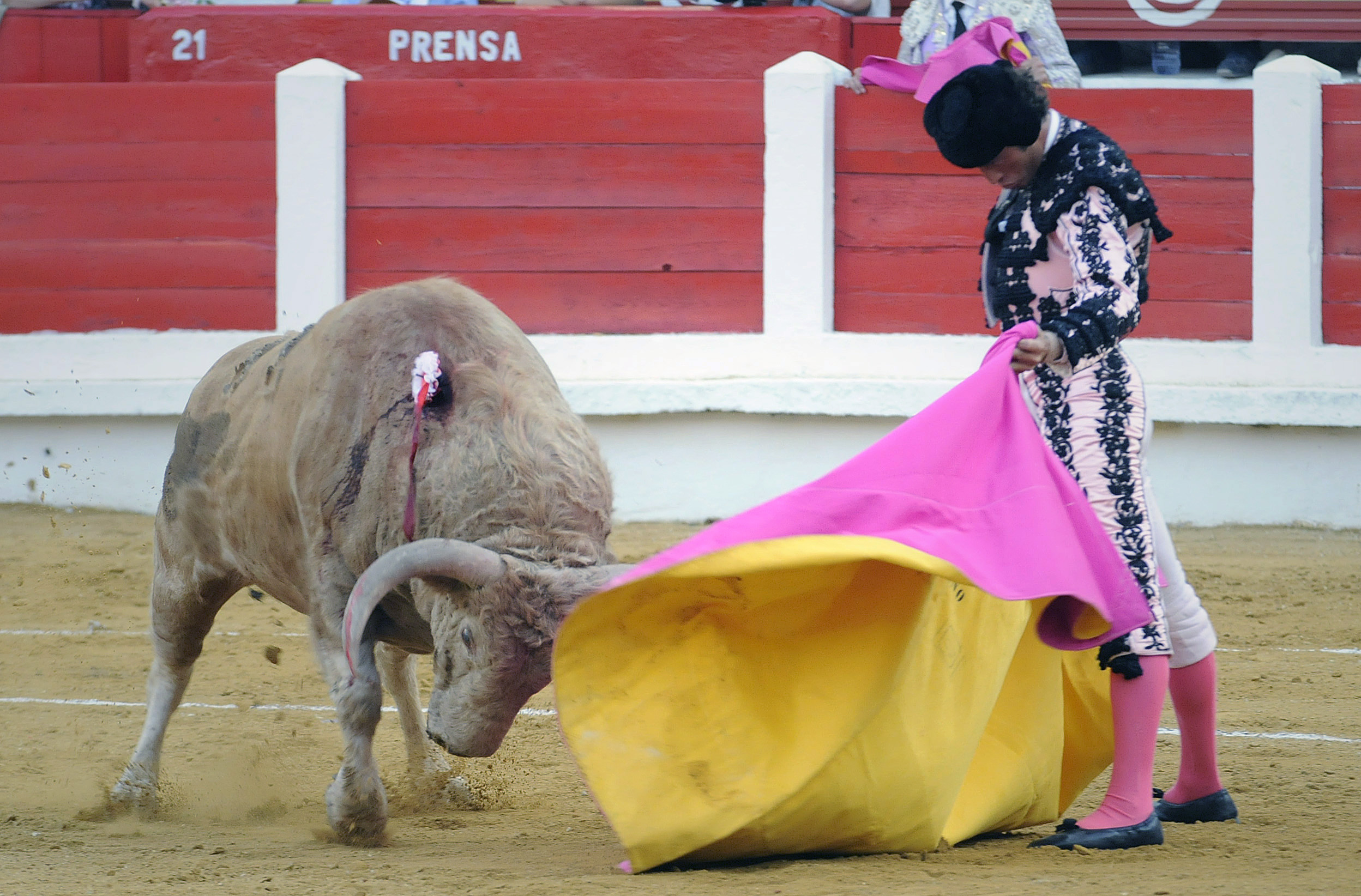
Finit de Còrdova en la fira de Mèrida al setembre de 2008.

Des de nen va créixer a El Arrecife, districte pertanyent al municipi de la Carlota, província de Còrdova. Va debutar el 27 de juny de 1987, a Santiponce (Sevilla), amb Luis de Pauloba i Pallí. El seu debut amb cavalls es va produir el 25 de març de 1989, a Marbella (Màlaga), amb Espartaco Chico i Pepe Luis Martín, i novillos de Juan Pedro Domecq. El seu debut a Madrid va ser el 23 de setembre de 1990, amb Luis de Pauloba i Crist González, i caps de bestiar de Jandilla.
Va prendre l'alternativa a Còrdova el 23 de maig de 1991, amb Paco Ojeda com a padrí i va tenir de testimoni Fernando Cepeda, amb ramaderia de Torrestrella. Va prendre la confirmació a Madrid el 13 de maig de 1993, amb padrí José Ortega Cano i com a testimoni Manuel Caballero.
El 21 d'octubre de 2001 es va casar a l'església de Santa Marina d'Aigües Santes de Còrdova amb la presentadora de televisió i actriu Arancha del Sol. Tenen una filla, Lucía, nascuda el 15 d'octubre de 2002 i un fill, Juan Rodrigo, nascut el 30 d'agost de 2008.